# Кермек
Керме́к (лат. Limonium) — род растений семейства Свинчатковые (Plumbaginaceae). Ранее этот род иногда относили к семейству Кермековые (Limoniaceae).
В разных источниках приведены разные данные о числе видов, входящих в состав рода: 200, 300, 350. По информации базы данных The Plant List (2013), род включает 166 видов.

## Название
Слово кермек — тюркского происхождения. Научное название рода Лимониум (Limonium) происходит от др.-греч. λειμών — 'лужайка, поляна', по местообитанию некоторых видов рода. В справочниках по цветоводству (например, в Энциклопедии декоративных садовых растений) фигурирует под названием статица или статице (лат. Statice). Некоторые виды рода известны как перекати-поле.

## Распространение
Представители рода встречаются на всех континентах, но преимущественно от Средиземноморья до Центральной Азии. Представлен на территории бывшего СССР 40 видами, девять встречается в Западной Сибири и два на Алтае.
Растения этого рода часто растут на засолённых почвах. Некоторые образуют так называемое перекати-поле.

## Ботаническое описание

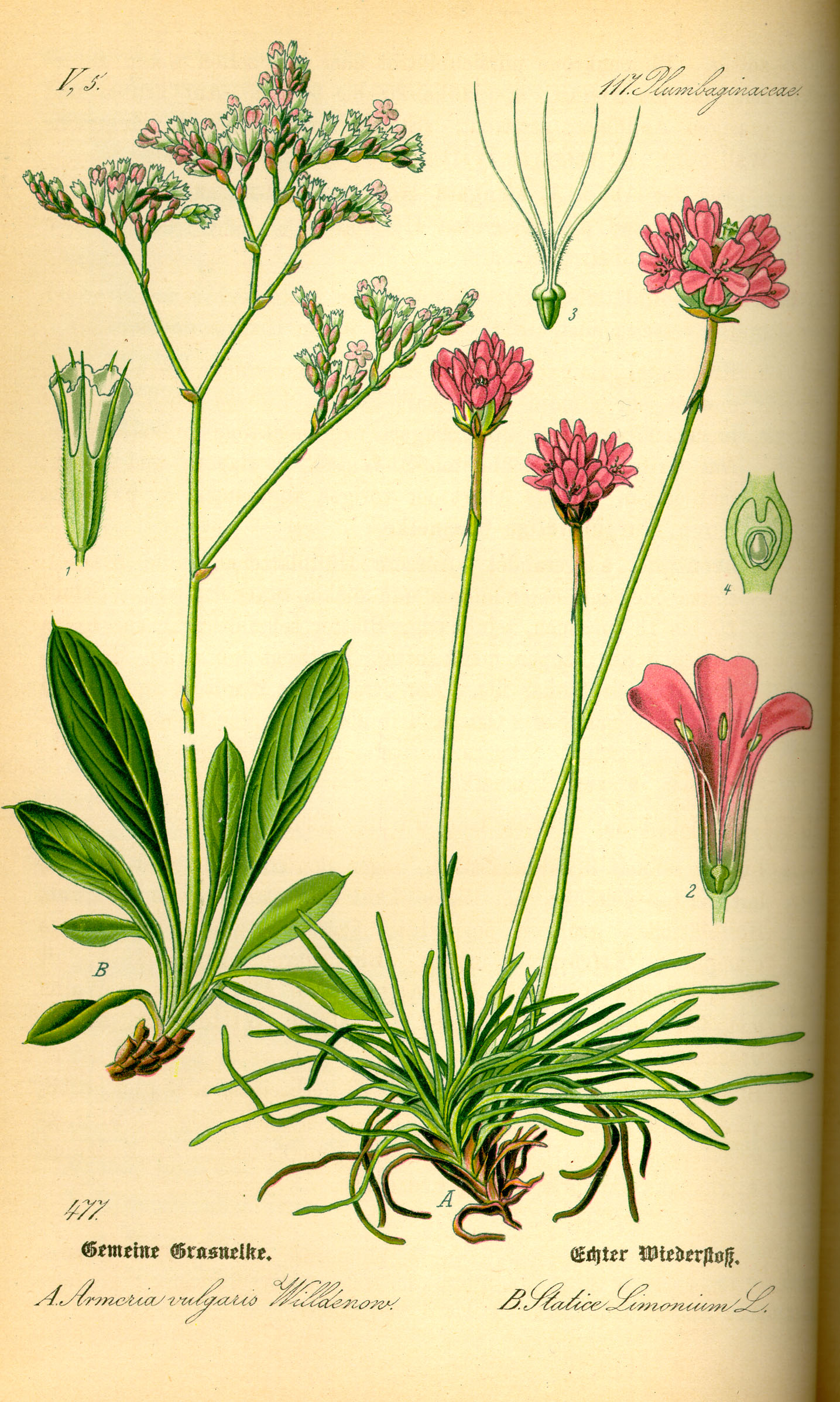
Кермек обыкновенный (Limonium vulgare).

Многолетние травы, реже полукустарники, 30—80 см высотой.
Стебель укороченный, ветвистый. Листья продолговатые, обратно-яйцевидной формы, крупные, большей частью только прикорневые.
Цветки в метёлках, мелкие, пятичленные, розовые, пурпурные или жёлтые; рыльца нитевидные. Тёмно-коричневые семена удлинённо-яйцевидной формы.

## Практическое использование
Корни содержат танниды, и многие кермеки издавна используются для дубления кожи. Из некоторых кермеков получают жёлтую, зелёную, розовую и чёрную краски для кожевенного и коврового производств.
Многие представители рода используются как декоративные растения. До последнего времени в цветоводстве использовались около 30 видов кермека, да и то очень ограниченно, однако сейчас интерес к этим культурам сильно возрос как у аранжировщиков, так и у ландшафтных дизайнеров и любителей-цветоводов. В связи с этим селекционерами было создано много новых интересных сортов и введён в культуру ряд новых видов. В качестве однолетников выращиваются Кермек выемчатый (Limonium sinuatum), Кермек китайский (Limonium sinense), Кермек Переса (Limonium perezii), в качестве многолетников — Кермек Гмелина (Limonium gmelinii), Кермек обыкновенный (Limonium vulgare), Кермек широколистный (Limonium gerberi).
Кермек Гмелина (Limonium gmelinii) является лекарственным растением, используемым в современной народной медицине.

## Виды рода Кермек

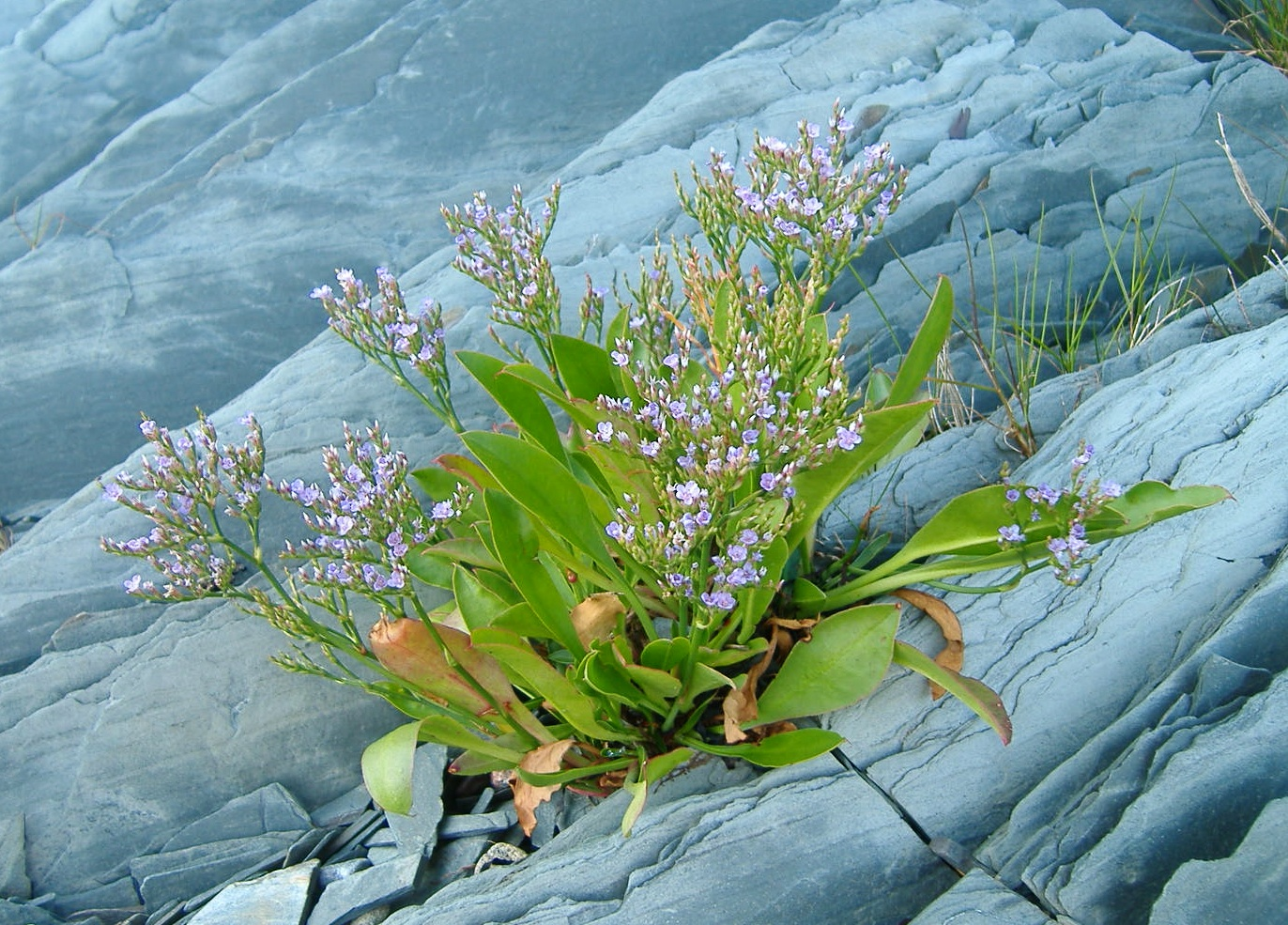
Limonium carolinianum [syn. Limonium nashii]. Канада, остров Île aux Basques на реке Святого Лаврентия

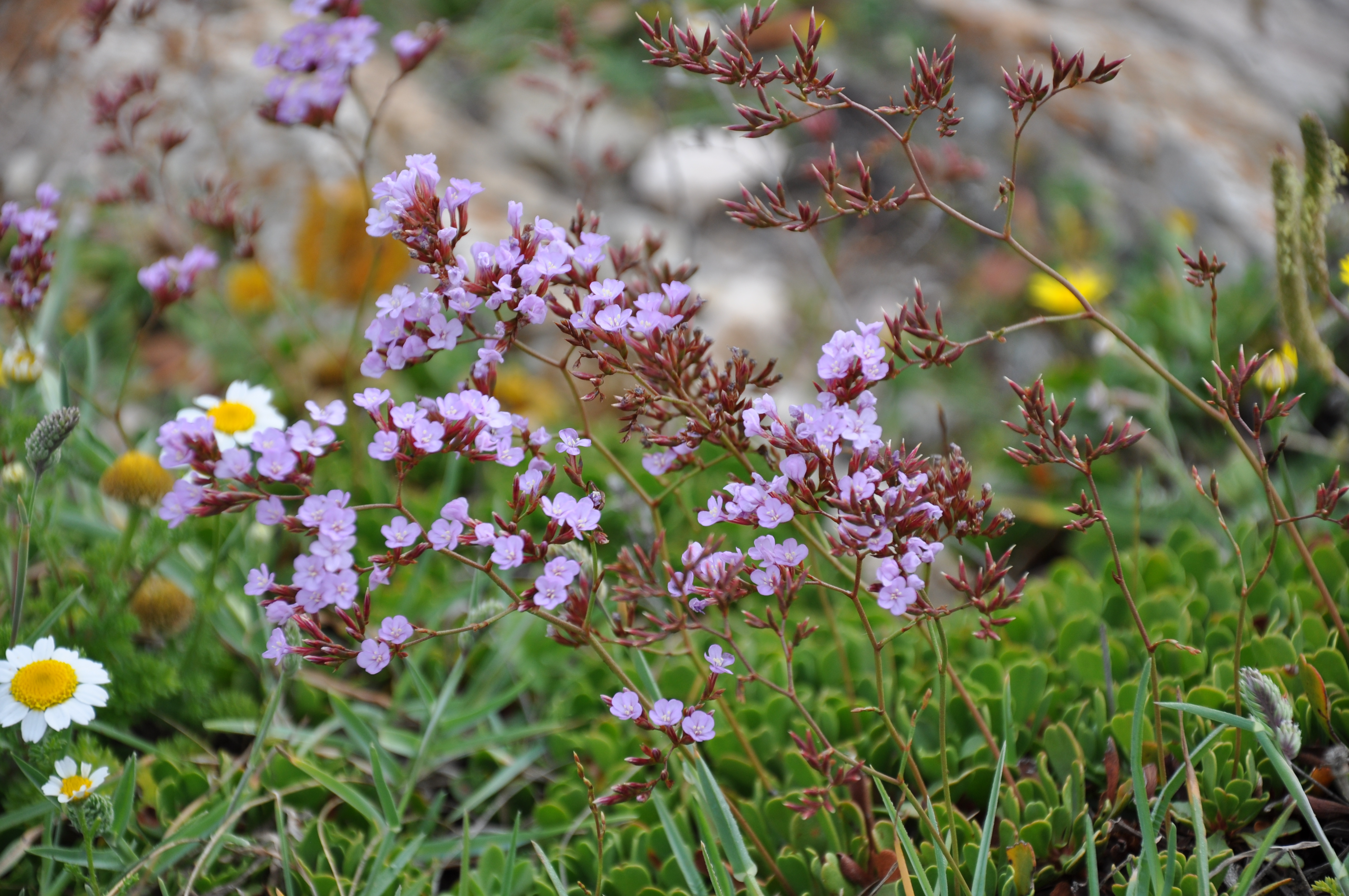
Limonium emarginatum

Некоторые виды по данным сайта GRIN с указанием ареала:
- Limonium arborescens (Brouss.) Kuntze
- Limonium bellidifolium (Gouan) Dumort.
- Limonium brassicifolium (Webb & Berthel.) Kuntze
- Limonium californicum (Boiss.) A.Heller — Кермек калифорнийский
- Limonium carolinianum (Walter) Britton — Кермек каролинский. Побережье северо-востока Северной Америки (США и Канада), в том числе берега реки Святого Лаврентия и атлантическое побережье; Бермудские острова; мексиканский штат Тамаулипас.
- Limonium fruticans (Webb ex Boiss.) Kuntze
- Limonium gerberi Soldano — Кермек широколистный — Европа, Кавказ.
- Limonium gmelinii (Willd.) Kuntze — Кермек Гмелина. Европейская часть России, Сибирь, Алтай, Средняя Азия, Средняя Европа, Северный Китай, Монголия.
- Limonium lobatum (L.f.) Chaz.
- Limonium macrophyllum (Brouss. ex Spreng.) Kuntze — Кермек крупнолистный
- Limonium otolepis (Schrenk) Kuntze
- Limonium pectinatum (Aiton) Kuntze
- Limonium peregrinum (P.J.Bergius) R.A.Dyer
- Limonium perezii (Stapf) F.T.Hubb. — Кермек Переса. Канарские острова.
- Limonium puberulum (Webb) Kuntze
- Limonium sinense (Girard) Kuntze — Кермек китайский
- Limonium sinuatum (L.) Mill. — Кермек выемчатый, или Кермек выемчатолистный, или Статице, или Статице выемчатая. Средиземноморье, Малая Азия. Популярное садовое растение. Н. Н. Цвелёв в 1-м томе «Конспекта флоры Восточной Европы» выделил этот вид в отдельный род Linczevskia (Линчевския), соответствующее такому подходу название вида — Linczevskia sinuata (L.) Tzvel. (Линчевския выемчатолистная)[9].
- Limonium tomentellum Kuntze — Кермек опушённый
- Limonium vulgare Mill. typus — Кермек обыкновенный. Западная Европа, Северная Африка.